# Pesaro
Pesaro je grad u središnjoj Italiji. Središte je istoimene pokrajine Pesaro i Urbino u okviru regije Marche, čiji je drugi grad po veličini.

## Prirodne odlike
Grad Pesaro nalazi se u središnjem dijelu Italije, na zapadnoj obali Jadrana. Grad se nalazi u uskoj priobalnoj ravnici iznad koje se prema zapadu uzdižu središnji Apenini.

## Povijest
Glavni grad Vojvodstva Urbino od 1523. do 1631. godine.

## Stanovništvo
Pesaro danas ima blizu 95.000 stanovnika (brojčano drugi grad u pokrajini). Tijekom protekla dva destljeća u grad se doselilo mnogo stranih državljana, najviše s Balkana.

## Gospodarstvo
Najvažnijegospodarske djelatnosti u Pesaru su turizam, ribarstvo i proizvodnja namještaja.

## Vanjske poveznice
- www.comune.pesaro.ps.it Službena stranica grada Pesara  Arhivirana inačica izvorne stranice od 28. rujna 2004. (Wayback Machine)